# Nurn (Steinwiesen)

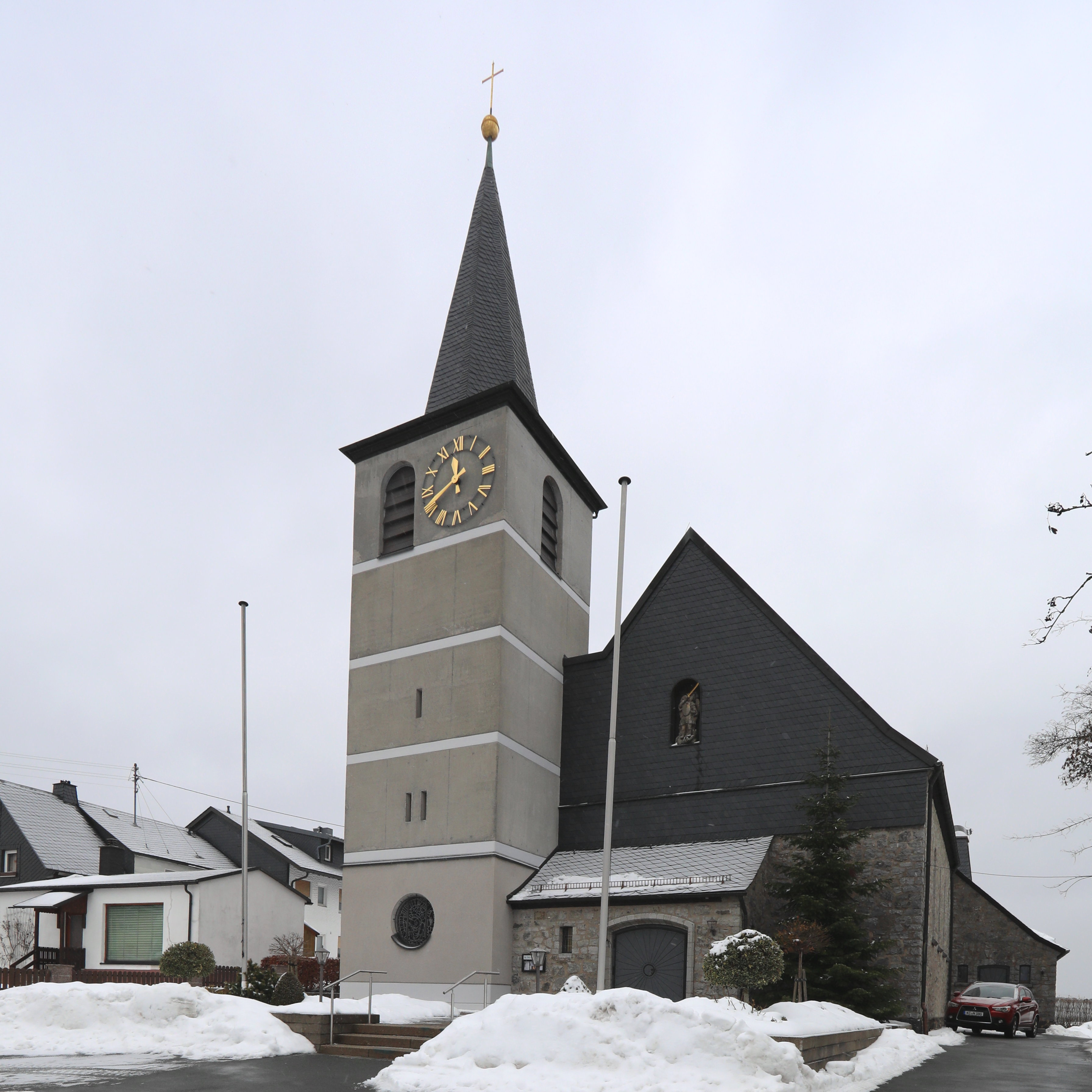
St. Michael

Nurn  ist ein Gemeindeteil des Marktes Steinwiesen im oberfränkischen Landkreis Kronach in Bayern.

## Geographie
Das Pfarrdorf Nurn liegt im Naturpark Frankenwald auf einem Höhenrücken entlang einer kesselartigen Mulde. Im Osten befindet sich die Ködeltalsperre. Die Kreisstraße KC 16 führt nach Steinwiesen zur Staatsstraße 2207 (2,3 km südlich) bzw. an der Hubertushöhe vorbei nach Tschirn zur Staatsstraße 2198 (8 km nördlich).

## Geschichte
Der Ortsname bedeutet zum Felsen, Felseck. Ein „Nurnburg“ wurde 1317 erwähnt, im Jahr 1333 ein „Norn“ als Besitz des Bamberger Bischofs. 1348 folgt die Nennung des Namens „Nueren“ (Nürn). Das Jahr 1349 feierte der Ort als Erstnennung.
Im Jahr 1618 hatte Nurn 22 Häuser. Im Verlauf des Dreißigjährigen Kriegs zogen viele Truppen durch den Ort.
Gegen Ende des 18. Jahrhunderts gab es in Nurn 26 Anwesen (18 halbe Güter, 4 Söldengütlein, 1 halbe Sölde, 3 Tropfsölden). Das Hochgericht übte das bambergische Centamt Kronach aus. Die Dorf- und Gemeindeherrschaft hatte das Vogteiamt Kronach inne, die Grundherrschaft über alle Anwesen das Kastenamt Kronach. Neben den Anwesen gab es noch das Forsthaus, das der Forstmeisterei Nordhalben unterstand. Außerdem gab es 1 Kapelle, 1 Gemeindehirtenhaus und 1 Gemeindeschmiede.
Nurn ging durch den Reichsdeputationshauptschluss im Jahr 1803 zusammen mit den restlichen Gebieten des Hochstifts Bamberg in den Besitz des Kurfürstentums Bayern über. Mit dem Gemeindeedikt wurde Nurn dem 1808 gebildeten Steuerdistrikt Steinwiesen zugewiesen. Mit dem Zweiten Gemeindeedikt (1818) entstand die Ruralgemeinde Nurn, zu der Ehrenbachsschneidmühle und Teichenbach gehörten. Sie war in Verwaltung und Gerichtsbarkeit dem Landgericht Teuschnitz zugeordnet und in der Finanzverwaltung dem Rentamt Rothenkirchen (ab 1919 in Finanzamt Rothenkirchen umbenannt). 1837 wurde Nurn dem Landgericht Nordhalben zugewiesen. Von 1862 bis 1880 und von 1888 bis 1931 gehörte Nurn zum Bezirksamt Teuschnitz, von 1880 bis 1888 und ab 1931 zum Bezirksamt Kronach (ab 1939 Landkreis Kronach). Die Gerichtsbarkeit blieb beim Landgericht Nordhalben (1879 in das Amtsgericht Nordhalben umgewandelt), seit 1929 ist das Amtsgericht Kronach zuständig. Die Finanzverwaltung übernahm 1929 das Finanzamt Kronach. Die Gemeinde hatte ursprünglich eine Fläche von 9,170 km², die sich vor 1904 auf 4,032 km² und vor 1964 auf 3,904 km² verringerte.
Am 1. Mai 1978 wurde Nurn im Zuge der Gebietsreform in Bayern in die Gemeinde Steinwiesen eingegliedert.
Zwischen 1980 und 1982 errichtete ein Mehrzweckhaus-Bauverein ein Gemeinschaftshaus mit Saal und mehreren Zimmern für die örtlichen Vereine. Der Bauverein wurde alleiniger Träger und damit Unterhalter des Hauses 2021 saniert werden soll. Im November 2019 wurde die Dorferneuerung und Flurneuordnung nach 40 Jahren mit der Aufstellung eines Gedenksteins mit einem Kupferrelief des Ortes abgeschlossen. Bei der Flurneuordnung wurden rund 170 Besitzstände im 300 Hektar großen Verfahrensgebiet durch Zusammenlegung neu geordnet und die Wirtschaftswege auf einer Länge von insgesamt acht Kilometern ausgebaut. Zusätzlich fand eine Neugestaltung der Plätze und ein Ausbau der Ortsstraßen statt. Für die Bodenordnung und das Beweidungskonzept wurde 2012 an die Teilnehmergemeinschaft der Staatspreis/Sonderpreis für die Land- und Dorfentwicklung in Höhe von 2000 Euro verliehen.

### Baudenkmäler
- Forsthaus
- Bildstock

- Haus Nr. 20: Modernes Gebäude, am Keller ein Türsturz wiederverwendet, der „GD 1828“ bezeichnet ist.[13] Das Haus listete Tilmann Breuer in dem Buch Landkreis Kronach von 1964 mit seiner ursprünglichen Hausnummer als Kunstdenkmal auf. Es wird in der Denkmalschutzliste nicht geführt, da es entweder nicht aufgenommen, abgebrochen oder stark verändert wurde.

### Einwohnerentwicklung
Gemeinde Nurn
| Jahr | Einwohner | Häuser | Quelle |
| ---- | --------- | ------ | ------ |
| 1840 | 320       |        | [ 14 ] |
| 1852 | 365       |        | [ 14 ] |
| 1855 | 384       |        | [ 14 ] |
| 1861 | 363       |        | [ 15 ] |
| 1867 | 366       |        | [ 16 ] |
| 1871 | 399       | 58     | [ 17 ] |
| 1875 | 371       |        | [ 18 ] |
| 1880 | 382       |        | [ 19 ] |
| 1885 | 376       | 59     | [ 7 ]  |
| 1890 | 365       | 59     | [ 20 ] |
| 1895 | 354       |        | [ 14 ] |
| 1900 | 381       | 64     | [ 8 ]  |

| Jahr | Einwohner | Häuser | Quelle |
| ---- | --------- | ------ | ------ |
| 1905 | 378       |        | [ 14 ] |
| 1910 | 395       |        | [ 21 ] |
| 1919 | 387       |        | [ 14 ] |
| 1925 | 400       | 74     | [ 22 ] |
| 1933 | 434       |        | [ 23 ] |
| 1939 | 469       |        | [ 23 ] |
| 1946 | 560       |        | [ 23 ] |
| 1950 | 593       | 84     | [ 24 ] |
| 1952 | 587       |        | [ 23 ] |
| 1961 | 545       | 111    | [ 9 ]  |
| 1970 | 635       |        | [ 25 ] |

Pfarrdorf Nurn
| Jahr      | 001818 | 001861 | 001871 | 001885 | 001900 | 001925 | 001950 | 001961 | 001970 | 001987 | 002019 |
| Einwohner | 227    | 352    | 380    | 362    | 375    | 400    | 540    | 593    | 635    | 616    | 471    |
| Häuser    | 38     |        |        | 57     | 63     | 73     | 84     | 110    |        | 151    |        |
| Quelle    | [ 6 ]  | [ 15 ] | [ 17 ] | [ 7 ]  | [ 8 ]  | [ 22 ] | [ 24 ] | [ 9 ]  | [ 25 ] | [ 26 ] | [ 27 ] |

## Religion
Mitte des 17. Jahrhunderts entstand wohl eine kleine Kapelle mit dem Erzengel Michael als Schutzpatron. 1806 erweiterte die Gemeinde die Kapelle zur Dorfkirche. Ab 1923 war ein Geistlicher ständig im Dorf. Bis dahin war der Ort nach Mariä Geburt (Steinwiesen) gepfarrt.
In der Silvesternacht 1954 brach ein Brand im Beichtstuhl aus, zerstörte diesen sowie die Orgel und beschädigte durch Ruß die alte Kirche, die in der Ortsmitte stand. In der Folge wurde am 19. Mai 1955 etwa 150 Meter westlich der alten Kirche der Grundstein für einen Neubau gelegt. Planungen dafür bestanden seit dem Jahr 1938, sie waren aufgrund des ausbrechenden Zweiten Weltkriegs nicht realisiert worden. Den Entwurf verfasste der Kronacher Architekt Lothar Porzelt. Das Richtfest fand am 20. August 1955 statt, am 6. Mai 1956 war die Weihe der drei Glocken Sankt Michael, Sankt Gabriel und Sankt Raphael, die zusammen 1068 Kilogramm wiegen und knapp 13.000 Mark kosteten. Am 22. Juli 1956 weihte der Bamberger Erzbischof Josef Schneider die Kirche. Die Gesamtkosten für deren Errichtung beliefen sich auf 181.610 Mark. Die Geldmittel stammten zu großen Teilen von der amerikanischen Aktion „Wooden Church Crusade“, die 60.000 Mark für den Bau beisteuerte, und aus Spendengeldern der umliegenden Gemeinden. Die alte Kirche wurde 1958 abgebrochen. Im November 1962 wurde eine vierte Glocke, die Marienglocke, angeschafft. 1988 wurde der Kirchturm wegen Bauschäden vollständig abgetragen und neu aufgebaut. An der linken Seite des Altarraums befinden sich Sitzfiguren der vier Evangelisten, die von der Kanzel der alten Kirche gerettet wurden. Den Innenraum gestaltete der Bamberger Künstler Hermann Leitherer.
Der Ort blieb bis zur ersten Hälfte des 20. Jahrhunderts rein katholisch. Die Protestanten waren ursprünglich nach St. Michael in Unterrodach gepfarrt, mittlerweile gehören sie zur Pfarrei Heinersberg-Nordhalben.